# Martin Brokate

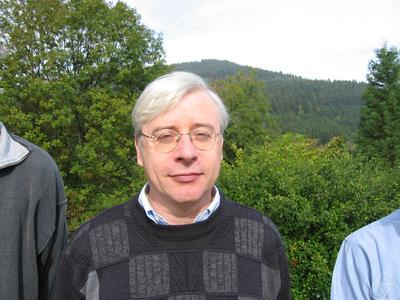
Martin Brokate, vor 2005

Martin Brokate (* 30. Januar 1953 in Stuttgart) ist ein deutscher Mathematiker und emeritierter Ordinarius für numerische Mathematik und Steuerungstheorie an der TU München. Seine Arbeitsgebiete sind die angewandte Analysis und Optimierung.
Er ist Professor der Abteilung für Mathematik der Fakultät für Bauwesen an der Tschechische Technische Universität Prag.

## Lebenslauf und wissenschaftliches Werk
Martin Brokate studierte Mathematik mit Nebenfach Informatik an der Freien Universität Berlin und erhielt 1977 sein Diplom. Er promovierte 1980 auch an der FU Berlin bei Karl-Heinz Hoffmann zum Thema Notwendige Optimalitätsbedingungen bei deterministischen Differentialspielen. 1986 habilitierte er sich an der Universität Augsburg. Von da an hatte er Professuren an den  Universitäten Kaiserslautern und  Kiel inne. 1999 wurde er als Ordinarius für numerische Mathematik und Steuerungstheorie an der  TU München berufen. Von 2001 bis 2004 war er Sprecher des Sonderforschungsbereichs 438, von 2003 bis 2006 Dekan der Fakultät für Mathematik und von 2007 bis 2010 Senator der TU München. Zudem war er Sprecher von TopMath, einem Elitestudiengang im Rahmen des Elitenetzwerk Bayern. Seit Herbst 2018 ist er Professor im Ruhestand.
Brokate beschäftigt sich hauptsächlich mit angewandter Analysis und der optimalen Steuerung. Ein wesentlicher Teil seiner Arbeit beschäftigt sich mit dynamischen Systemen, die ein Gedächtnis beinhalten. Besonders zu Beginn seiner Forscherkarriere beschäftigte er sich mit Fragen der optimalen Steuerung. Brokate ist vor allem für seine Beiträge zur Theorie von Hystereseoperatoren bekannt. Gemeinsam mit Jürgen Sprekels ist er Koautor einer Monographie zu diesem Thema. Er beschäftigte sich in Zusammenarbeit mit verschiedenen Koautoren (u. a. Jürgen Sprekels, Pavel Krejcí und Augusto Visintin) mit der Charakterisierung und Analyse wichtiger Hysteresoperatoren, wie dem Spiel-, dem Prandtl-Ishlinskii- und dem Preisach-Operator. Außerdem beschäftigte er sich mit Fragen zur Existenz und Eindeutigkeit verschiedener Differentialgleichungen, in denen Hystereseoperatoren auftreten.

## Ausgewählte Veröffentlichungen
Monographien
- Mit Jürgen Sprekels: Hysteresis and Phase Transitions. Springer, New York 1996.
- Mit Götz Kersting: Maß und Integral. Reihe Mathematik Kompakt, Birkhäuser, Basel 2009.
- Mit Norbert Henze, Frank Hettlich, Andreas Meister, Gabriele Schranz-Kirlinger, Thomas Sonar: Grundwissen Mathematikstudium. Höhere Analysis, Numerik und Stochastik. Springer Spektrum, Berlin/Heidelberg 2016, ISBN 978-3-642-45077-8, doi:10.1007/978-3-642-45078-5.
- Mit Norbert Henze, Frank Hettlich, Andreas Meister, Gabriele Schranz-Kirlinger, Thomas Sonar: Arbeitsbuch Grundwissen Mathematikstudium. Höhere Analysis, Numerik und Stochastik – Aufgaben, Hinweise, Lösungen und Lösungswege. Unter Mitwirkung von Daniel Rademacher. Springer Spektrum, Berlin/Heidelberg 2016, ISBN 978-3-642-54945-8, doi:10.1007/978-3-642-54946-5.

Aufsätze
- Pontryagin’s principle for control problems in age-dependent population dynamics. Journal of Mathematical Biology, 23, 1985.
- Optimal control of age-structured populations, System Modelling and Optimization. 1986.
- Mit Jürgen Sprekels: Existence and Optimal Control of Mechanical Processes with Hysteresis in Viscous Solids. IMA Journal of Applied Mathematics, 43(3), 1989.
- Mit A. Visitnin: Properties of the Preisach Model for Hysteresis. Journal für die reine und angewandte Mathematik, 402(1), 1989.
- On a characterisation of the Preisach Modell for hysteresis. In: Rendiconti del Seminario Matematico della Università di Padova. Band 83, 1990, S. 153–163 (numdam.org [PDF]).
- Mit Fritz Colonius: Linearizing equations with state-dependent delays. Applied Mathematics and Optimization, 21, 1990.
- Mit Pavel Krejcí: Wellposedness of kinematic hardening models inelastoplasticity. Math. Modelling Numer. Anal. 32, 1998.
- Mit Alexei V. Pokrovski: Asymptotically stable oscillations in systems with hysteresis nonlinearities. Journal of Differential Equations, 150, 1998.
- Mit Alexander M. Khludnev: Existence of solutions in the Prandtl-Reuss theory of elastoplastic plates. Adv. Math. Sci. Appl. 10, 2000.
- Mit Pavel Krejcí, Hans Schnabel: On uniqueness in evolution quasi variational inequalities. Journal of Convex Analysis, 11, 2004.